# Silent Hill 2
Silent Hill 2 je survival horor z roku 2001, který vyvinula skupina Team Silent z Konami Computer Entertainment Tokyo a vydala společnost Konami pro PlayStation 2. Silent Hill 2 je druhým dílem série Silent Hill.

## Synopse
Hra se soustředí na vdovce Jamese Sunderlanda, který se vydává do městečka Silent Hill poté, co obdrží dopis od své mrtvé ženy.

## Vývoj hry
Vývoj hry začal v červnu 1999, krátce po dokončení prvního Silent Hillu. Příběh hry byl inspirován ruským románem Zločin a trest (1866) od Fjodora Dostojevského a mezi vlivy na výtvarný styl hry patří práce filmového režiséra Davida Lynche a obrazy Francise Bacona a Andrewa Wyetha. Ve hře lze nalézt kulturní odkazy na historii, filmy a literaturu. Na rozdíl od předchozího titulu, jehož příběh se týkal činnosti kultu, se Silent Hill 2 zaměřuje přímo na psychologii postav.

## Vydání a ohlasy
Videohra Silent Hill 2 byla poprvé vydána 25. září 2001 pro PlayStation 2. Později se dočkala verzí i pro novější konzole.
V Severní Americe, Japonsku a Evropě se prodalo přes milion kopií hry, přičemž nejvíce v Severní Americe. Kritici chválili psychologický hororový příběh, využití symboliky a tabuizovaných témat, atmosféru, grafiku, design monster, soundtrack, zvukový design a emocionální hloubku.
Hra je považována za nejuznávanější hru série Silent Hill, za jednu z nejlepších videoher všech dob a za klíčový příklad videoher jako umělecké formy. V roce 2003 následovalo třetí pokračování Silent Hill 3.